# 올레그 조테예프
올레그 조테예프(1989년 7월 5일 ~ )는 우즈베키스탄의 축구 선수로 현재 소그디아나 지자흐에서 미드필더로 활동하고 있으며 K리그 시절 등록명은 올렉이었다.

## 클럽 경력

### 우즈베키스탄 슈퍼리그1기
2008년 파흐타코르 타슈켄트에서 데뷔한 이후 2010 시즌을 앞두고 고향팀인 FC AGMK로 이적하여 2012 시즌까지 3시즌동안 AGMK의 주전 미드필더로 활약한 뒤 2013 시즌부터 2014 시즌까지 2시즌동안 자국 리그의 명문 FC 부뇨드코르 소속으로 활약하며 2013 시즌 더블 달성(리그와 컵대회 우승), 2014년 우즈벡 슈퍼컵 우승, 2014 시즌 우즈벡컵 준우승 등에 기여했다.
그 후 2015 시즌부터 2020 시즌 중반까지 자국 리그의 신흥 강호 로코모티프 타슈켄트의 핵심 미드필더로 활약하며 리그 3연패(2016, 2017, 2018) 및 2회 준우승(2015, 2019), 우즈벡컵 2연패(2016, 2017), 2015 시즌 우즈벡컵 4강, 2016년 AFC 챔피언스리그 8강, 2019년 우즈벡 슈퍼컵 우승 등에 이바지했다.

### 전남 드래곤즈
2020 시즌 중반 무렵 측면 강화를 노리던 대한민국 K리그2의 전남 드래곤즈의 영입 리스트에 오른 이후 2주간의 자가격리를 감수하고 6월 10일 한국행 비행기편을 통해 인천국제공항에 입국한 뒤 2주 후인 6월 27일 전남 드래곤즈 이적을 확정지으며 데뷔 이래 처음으로 해외 리그 진출에 성공했다.
그리고 그 다음날인 28일 광양축구전용구장에서 열린 수원 FC와의 2020년 K리그2 8라운드 홈 경기에서 선발로 출전하며 K리그 데뷔전을 치르자마자 특유의 오버래핑과 크로스를 선보이며 풀타임을 소화했고 안산 그리너스와의 9라운드 경기에서는 율리안 크리스토페르센의 득점 어시스트를 통해 생애 첫 공격포인트를 올리며 팀의 4-0 대승에 일조했다.
그러다가 경남 FC와의 12라운드 경기에서 부상을 당하며 3개월·13경기동안 출전하지 못했고 대전 하나 시티즌과의 25라운드 경기를 통해 그라운드에 복귀하여 후반전에 김한길과 교체될 때까지 좋은 활약을 보여주었고 복귀 이후 남은 3경기를 모두 출전했으나 팀은 6위로 밀려나며 포스트시즌 진출에 실패했다.
물론 2020 시즌 8경기 1어시스트를 기록하는데 그쳤지만 시즌 중반 3개월동안 부상으로 출전하지 못했다는 점을 감안하면 좋은 활약을 보여주었다는 평이 대부분을 차지했고 결국 K리그2 기존 외국인 선수 가운데 유일무이하게 2021 시즌에도 전남에 잔류하는데 성공했다.
그 후 2021 시즌 첫 경기인 충남 아산 FC와의 2021년 K리그2 개막전에서는 후반 15분까지 소화한 뒤 다음 경기인 경남 FC와의 2라운드에서는 K리그 데뷔골을 신고하며 팀의 1-0 승리에 기여하는 등 1골 1어시스트를 기록하며 2021년 K리그2 준플레이오프 진출을 이끌었고 이러한 활약에 힘입어 리그 베스트에 무려 4번이나 선정되는 영예까지 안았다.
이후 대구 FC와의 2021년 대한민국 FA컵 결승 2차전에서는 후반 9분 무렵 환상적인 발리킥으로 팀의 3번째 골을 터뜨리며 전남의 14년만의 통산 4번째 FA컵 우승을 이끄는 등 2021 시즌 공식전 29경기 2골 1어시스트의 기록을 남긴 후 이듬해인 2022년 1월 4일 계약 만료로 전남을 떠났다.

### 우즈베키스탄 슈퍼리그 2기
전남의 14년만의 4번째 FA컵 우승을 이끈 이후 2022 시즌을 앞두고 키질쿰 자라프샨 입단을 통해 약 2년만에 자국 리그로 복귀한 뒤 2시즌동안 키질쿰에서 활동하며 19년만의 리그 5위의 성적에 기여했고 2023 시즌을 끝으로 우즈베키스탄 프로리그로 강등된 키질쿰을 떠나 소그디아나 지자흐로 이적했다.

## 국가대표팀 경력

### 우즈베키스탄 U-23 대표팀
우즈베키스탄 U-23 대표팀 소속으로 2012년 하계 올림픽 아시아 지역 예선에서 4경기 1골을 기록하며 팀의 플레이오프 진출을 이끌었다.

### 우즈베키스탄 A대표팀
2012년 1월 17일 쿠웨이트와의 친선 경기에서 우즈베키스탄 A대표팀 소속으로 국제 A매치 데뷔전을 치른 후 2013년 6월 18일 홈에서 열린 카타르와의 2014년 FIFA 월드컵 아시아 지역 최종 예선 A조 최종전에서 A매치 데뷔골을 터뜨리며 팀의 8년만의 월드컵 아시아 예선 플레이오프 진출에 일조했다.
그 후 2019년 AFC 아시안컵 본선에서는 팀이 치른 4경기 중 3경기에 선발로 출전하며 5회 연속 아시안컵 토너먼트 진출을 이끌었고 팀은 호주와의 16강전에서 승부차기까지 가는 접전을 벌였으나 승부차기에서 2-4로 패하며 5회 연속 아시안컵 8강 진출에 실패했다.
이후 2022년 FIFA 월드컵 아시아 지역 2차 예선 D조 4경기에 출전했으나 팀은 사우디아라비아에 밀려 조 2위에 머물렀고 각 조에서 2위를 기록한 8팀 중 7위에 그치며 타지키스탄, 쿠웨이트와 함께 2023년 AFC 아시안컵 3차 예선으로 밀려났다.

## 대회 성적

### 클럽
FC 부뇨드코르
- 우즈베키스탄 슈퍼리그 : 우승 (2013), 4위 (2014)
- 우즈베키스탄컵 : 우승 (2013), 준우승 (2014)
- 우즈베키스탄 슈퍼컵 : 우승 (2014)

로코모티프 타슈켄트
- 우즈베키스탄 슈퍼리그 : 우승 (2016, 2017, 2018), 준우승 (2015, 2019)
- 우즈베키스탄컵 : 우승 (2016, 2017), 4강 (2015)
- 우즈베키스탄 슈퍼컵 : 우승 (2019)

 전남 드래곤즈
- K리그2 : 4위 (2021)
- 코리아컵 : 우승 (2021)